# 1637

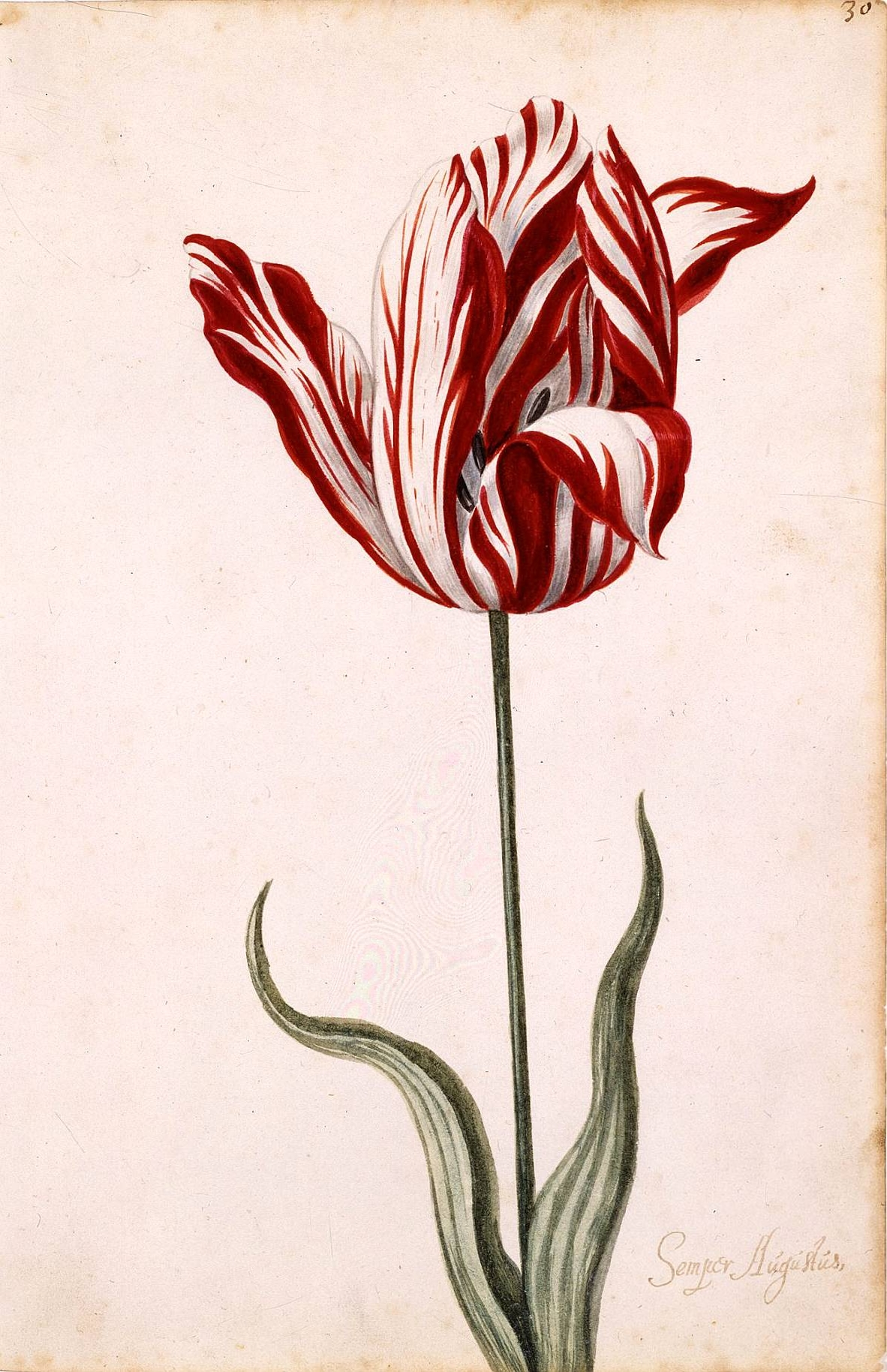
een tulp, zoals die de markt deed instorten

Het jaar 1637 is het 37e jaar in de 17e eeuw volgens de christelijke jaartelling.

## Gebeurtenissen
januari
- 26 - De Franse koning Lodewijk XIII laat vastleggen, dat de 22-jarige André le Nôtre het recht heeft om zijn vader te zijner tijd op te volgen als ontwerper van de tuinen van Versailles.

februari
- 3 - In Haarlem stort de tulpenhandel in.
- 5 - In de Republiek der Zeven Verenigde Nederlanden komt de 'tulpenmanie' tot een hoogtepunt. Op een veiling in Alkmaar wordt een dagomzet gemaakt van 90.000 gulden. Per bol wordt gemiddeld 1000 gulden betaald, meer dan de prijs van een gemiddeld woonhuis in die tijden. Daarna stort de markt in. De prijzen dalen, bollen worden gedumpt waarna de prijzen nog harder kelderen. Orders worden afgezegd, wat leidt tot processen en faillissementen.
- Breda wordt voor de laatste maal heroverd op Spanje door de Republiek der Zeven Verenigde Nederlanden.
- Visai volgt zijn broer Uponyuvarat II op als 27e koning van Lan Xang.

mei
- 13 - Kardinaal de Richelieu introduceert het tafelmes, zodat de dolk aan tafel niet langer nodig is.
- 17 - John Winthrop wordt gekozen tot gouverneur van de Massachusetts Bay Colony. De verkiezingen stonden in het teken van de Antinomiaanse Controverse, een twistappel onder de Puriteinen.

augustus
- 25 - Prins Frederik Hendrik verliest de stad Venlo, na een lange en zware belegering, weer aan de Spanjaarden.

september
- 3 - Het Beleg van Roermond loopt ten einde.
- 17 - Eerste druk van de Statenvertaling wordt gepresenteerd.
- 29 en 30 - In Nagasaki wordt een groep buitenlandse missionarissen onder wie Guillaume Courtet, Laurentius Ruiz, Antonio Gonzales en Lazarus van Kyoto gemarteld en vermoord. Deze gebeurtenissen maken deel uit van de Shimabara-opstand.
- Wouter van Twiller wordt als directeur van Nieuw-Nederland vervangen door Willem Kieft.

oktober
- 29 - Nadat de hele marinetop van Holland in ongenade is gevallen, wordt Witte de With benoemd tot viceadmiraal.

november
- 5 - De Raad van State herstelt de door stadhouder Hendrik Casimir I benoemde magistraten in de opstandige negen Friese steden.

zonder datum
- Galilei slaagt erin om tijdens zijn huisarrest het boek Discorsi, e dimostrazioni matematiche, intorno à due nuoue scienze naar het buitenland te smokkelen. Het wordt in Leiden gepubliceerd.
- De stad Leuven doorstaat onder leiding van gouverneur Anthonie Schetz het Staatse beleg.
- De Ottomanen lijven Edessa in en noemen de stad Sanliurfa.
- De Franse wiskundige Pierre de Fermat formuleert zijn laatste stelling.

## Beeldende kunst

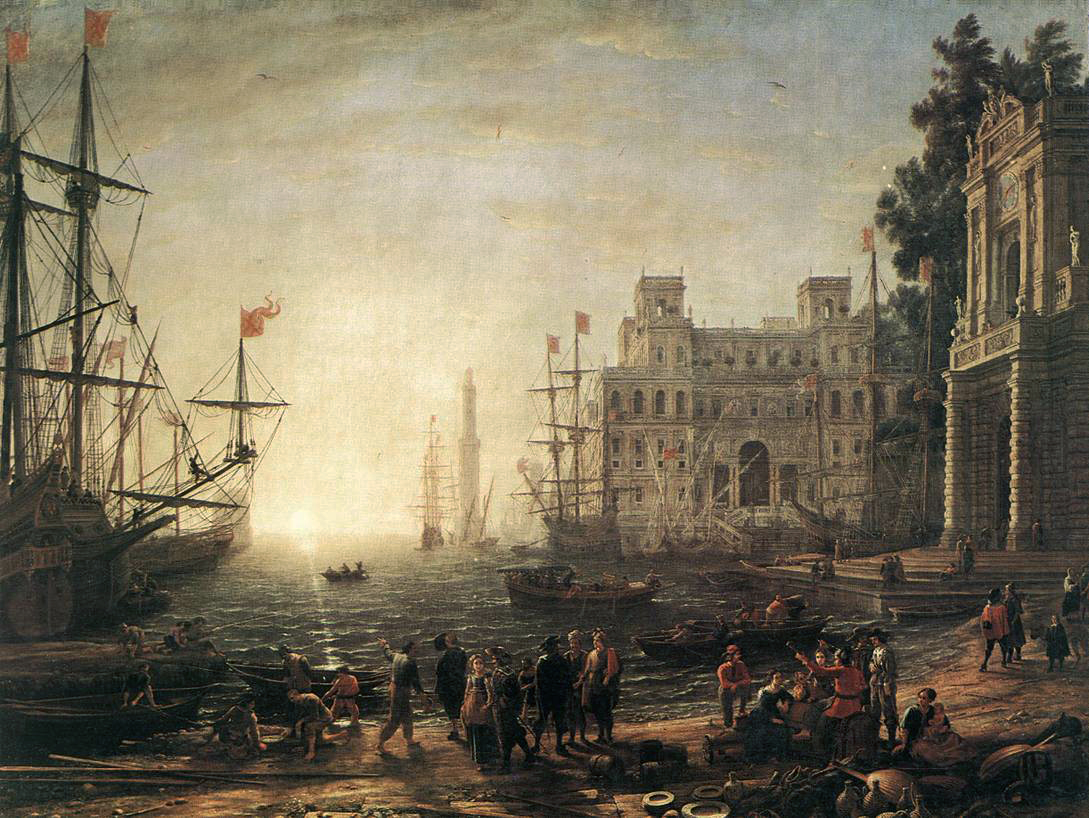
Haven (Villa Medici) (1637) Claude Lorrain
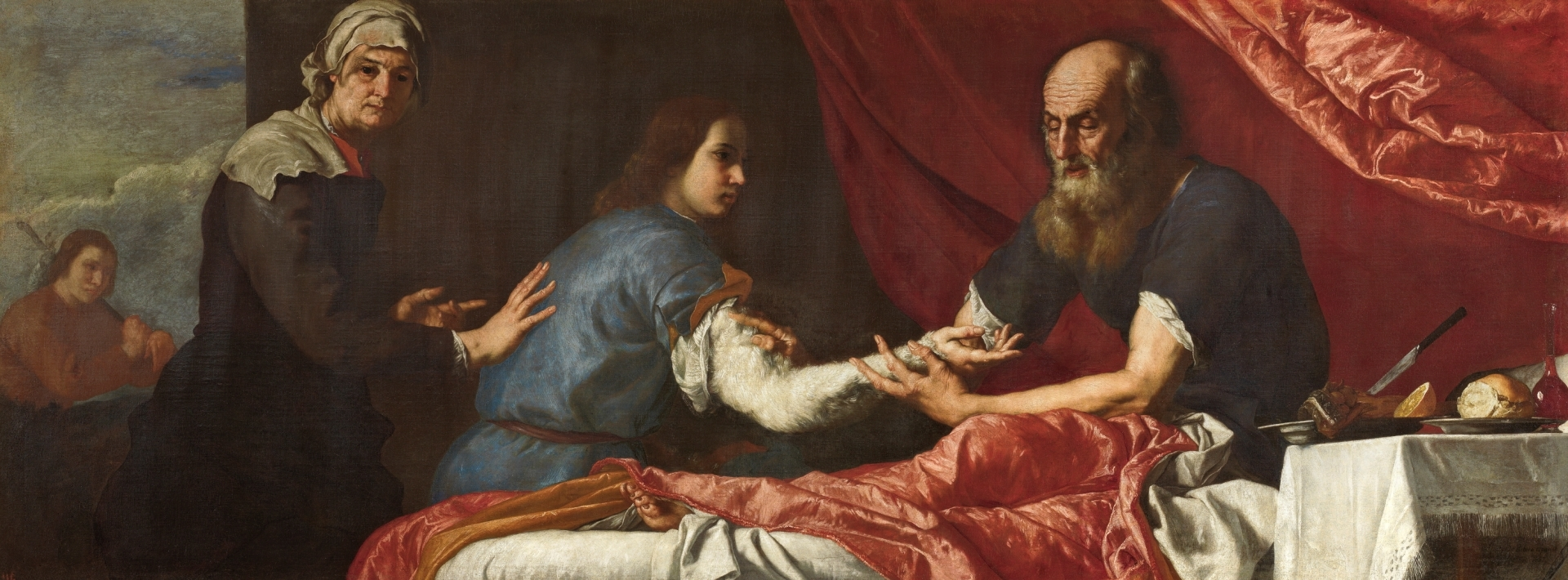
Isaak en Jakob (1637) José de Ribera

## Bouwkunst

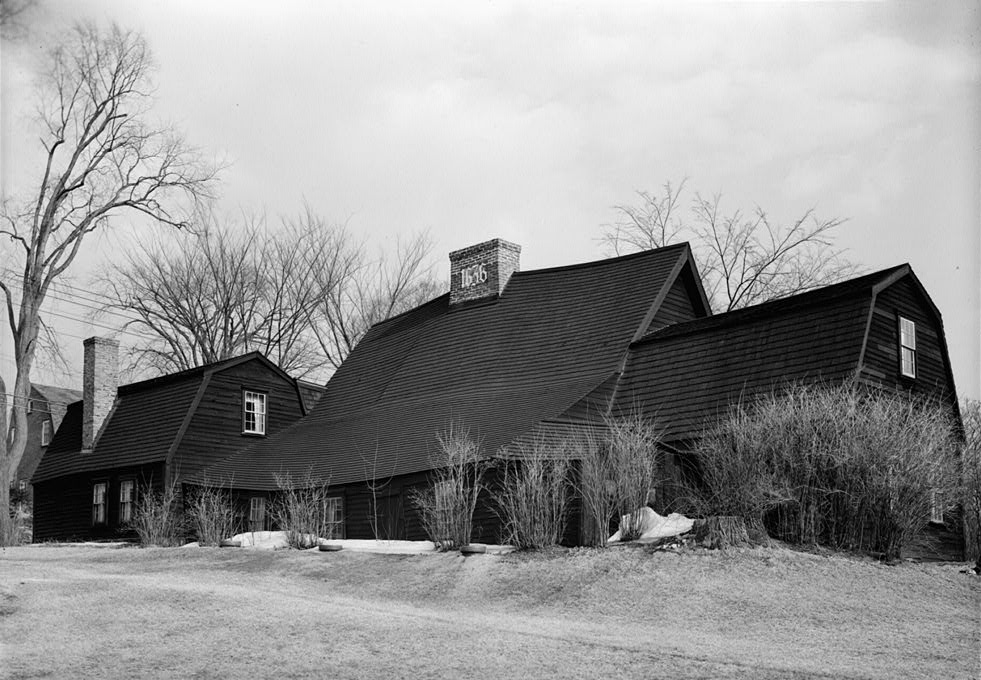
Jonathan Fairbanks House Norfolk MA, USA

## Geboren
februari
- 10 - Henriëtte Catharina van Nassau, dochter van stadhouder Frederik Hendrik en Amalia van Solms (overleden 1708)
- 12 - Jan Swammerdam, Nederlands natuurwetenschapper (overleden 1680)

maart
- 13 - Susanna Huygens, dochter van Constantijn Huygens en Suzanna van Baerle (overleden 1725)
- 30 - Samuel Pitiscus, Nederlands geschiedschrijver (overleden 1727)

december
- 6 - Edmund Andros, Engels gezagvoerder (overleden 1714)

datum onbekend
- Dietrich Buxtehude, Duits-Deens componist

## Overleden
mei
- 10 - Suzanna van Baerle (38), echtgenote van diplomaat en dichter Constantijn Huygens
- 19 - Isaac Beeckman (48), Nederlands filosoof

september
- 14 - Pierre Vernier (57), Frans wiskundige en uitvinder

december
- 31 - Christiaan van Waldeck-Wildungen (52), Duits graaf

datum onbekend
- Cornelius a Lapide (±70), Vlaams jezuïtisch geleerde